# Repeat When Necessary
Repeat When Necessary är ett musikalbum av Dave Edmunds lanserat 1979 på skivbolaget Swan Song. Det var hans femte studioalbum och hans första som nådde placering på brittiska albumlistan. Liksom på det förra albumet Tracks on Wax 4 medverkar Rockpile på skivan, och Edmunds producerade den själv. Albumet sålde bra i Sverige där det nådde högre listplacering än i hemlandet.

## Låtlista
(upphovsman inom parentes)
1. "Girls Talk" (Elvis Costello) – 3:25
2. "Crawling from the Wreckage" (Graham Parker) – 2:53
3. "The Creature from the Black Lagoon" (Billy Bremner) – 3:52
4. "Sweet Little Lisa" (Donivan Cowart, Martin Cowart, Hank DeVito) – 3:38
5. "Dynamite" (Ian Samwell) – 2:33
6. "Queen of Hearts" (Hank DeVito) – 3:17
7. "Home in My Hand" (Ronnie Self) – 3:20
8. "Goodbye Mister Good Guy" (Pat Meager, Bremner) – 2:40
9. "Take Me for a Little While" (Trade Martin) – 2:39
10. "We Were Both Wrong" (Bremner) – 2:42
11. "Bad Is Bad" (Alex Call, John Ciambotti, Sean Hopper, Huey Lewis, John McFee, Michael Schriener) – 3:11

## Listplaceringar
- UK Albums Chart, Storbritannien: #39[1]
- Topplistan, Sverige: #17[2]